# Petroica rosada
La petroica rosada (Petroica rodinogaster( és una espècie d'ocell passeriforme de la família Petroicidae que es distribueix pels boscos temperats i subtropicals de Tasmània i del sud-est d'Austràlia.
Descrit pel naturalista belga Auguste Drapiez l'any 1819, el pit-roig rosa és membre de la família dels petroïcidae d'Australàsia. Els estudis d'hibridació de l'ADN de Sibley i Ahlquist van situar aquest grup en un parvorder de Corvida que comprenia molts passeriformes tropicals i australians, inclosos pardalotes, Malúrids, menjamels i corbs. Tanmateix, les investigacions moleculars posteriors (i el consens actual) situen els pit-roigs com una branca molt primerenca dels Passerida (o ocells "avançats") dins del llinatge dels ocells cantors. Les proves de l'ADN nuclear i mitocondrial dels membres australians del gènere Petroica suggereixen que els pit-roigs rosats i rosats són el parent més proper entre ells dins del gènere.
El nom genèric Petroica deriva del grec antic petros "pedra" i oikos "casa". El nom específic rodinogaster deriva del grec antic rhodinos 'rosa' i gaster 'ventre'.